# Яблочков, Георгий Алексеевич
Георгий Алексеевич Яблочков (1869, Ветлуга, Российская Империя — неизвестно) — русский писатель начала XX века, автор многочисленных повестей и рассказов в жанре реализма, которые пользовались огромной популярностью у читающей публики.

## Биография

### Происхождение
Георгий Алексеевич Яблочков родился в 1869 г. в Ветлуге (Костромская губерния) в семье действительного статского советника, Ветлужского уездного предводителя дворянства, Алексея Ивановича Яблочкова (1839—1914) и представительницы купеческого рода, Эммы Егоровны Шиц (1848—1913). Отец писателя в течение многих лет был активным земским деятелем, состоял гласным уездного земства, председателем уездной управы и мировым судьей. Георгий Алексеевич Яблочков был старшим из детей, у него были двое братьев и сестра — Вера Алексеевна Яблочкова, которая вышла замуж за гражданского инженера Николая Львовича Шевякова, автора проекта торговых рядов и земской больницы в Ветлуге.

### Биография
Георгий Алексеевич Яблочков окончил Лесной институт в Ветлуге, затем учился медицине в Швейцарии и Берлине. После окончания учёбы переехал в Москву, где активно влился в литературную жизнь и познакомился с известными русскими писателями. Среди его друзей были Бунин, Куприн и Чуковский. В 1890 году Г. А. Яблочков был арестован в Москве по "сабунаевскому делу" и попал в число осужденных, которые получили от 1 до 10 месяцев тюремного заключения. В начале 1900-х годов он переехал в Одессу, где с 1902 г. был членом Литературного аристократического общества вплоть до его закрытия в 1904 г. Писатель принимал участие в Революция 1905—1907 годов в России, был на Князь Потёмкин-Таврический (броненосец) во время восстания матросов Императорский Черноморский флот в июне 1905 г. После того, как в Одессе власти ввели военное положение, Яблочков в июле 1905 г. был выслан в числе других «неблагонадежных» граждан в Кишинев. Революционные события на юге России писатель подробно осветил в рассказе «Товарищ Полетаев», который во многом носит автобиографический характер.
После возвращения из ссылки писатель был арестован в 1906 г. по политической статье и несколько месяцев провел в одесской тюрьме. В 1912 г. Г. А. Яблочков проживал в Санкт-Петербурге, где принимал активное участие в деятельности «Издательского товарищества писателей» — паевого издательства, основанного В.Н.Ладыженским, А.Н.Толстым, В.В.Муйжелем, которое ставило своей основной целью объединить русских писателей-реалистов демократических взглядов. Г. А. Яблочков также печатал рассказы в литературно-общественном альманахе «Новая жизнь».
После утверждения советской власти в России в 1920-е гг. литературная жизнь контролировалась большевиками, которые стали насаждать социалистический реализм в искусстве. Лиризм, правдивость и отсутствие тенденциозности в произведениях Г. А. Яблочкова шли вразрез с установившимися жёсткими канонами советской литературы. С 1925 г. книги писателя в СССР не переиздавались.

### Литературное значение
Рассказы и повести Г. А. Яблочкова неоднократно переиздавались в предреволюционное время и в первые годы советской власти. Наиболее известен двухтомник его рассказов, изданный в Издательском товариществе писателей в Санкт-Петербурге в 1912 году. Первый том включал в себя рассказы «Товарищ Полетаев», «Гибель „Звезды“», «Старик Петухов», «Горбатый Карл», «Смерть Мюллера», «Операция», «Ночное кафэ», «Тамара», «Юстина Шинявская», «Сердце», «Соседка», «Деятель». Во втором томе опубликованы рассказы «Слепая душа», «Потерянный рай», «Воровка», «Маленькая жизнь», «Матушка Елена», «Настенька», «Клад». Позже, вплоть до 1925 года, эти рассказы много раз переиздавались большими по тому времени тиражами. Кроме того, в четвёртом сборнике «Слово» была напечатана его повесть «В плену», а в сборнике «Клич» — рассказ «Инвалид».
Тематика произведений Г. А. Яблочкова разнообразная. Это и повествование о революционных событиях 1905 года на юге России («Товарищ Полетаев»), и описание приключений («Гибель „Звезды“»), и драмы, связанные с взаимоотношениями между мужчиной и женщиной («В плену», «Деятель» и др.). В ряде рассказов описывается болезнь и смерть пациентов земской больницы («Горбатый Карл», «Смерть Мюллера», «Операция» и др.). Писатель включал в свою прозу яркие и содержательные бытовые зарисовки из жизни Костромской губернии начала XX века, подробные описания природы и нравов местных жителей. Все они представляют значительный интерес для профессиональных филологов, историков и краеведов.